# Vrba polární

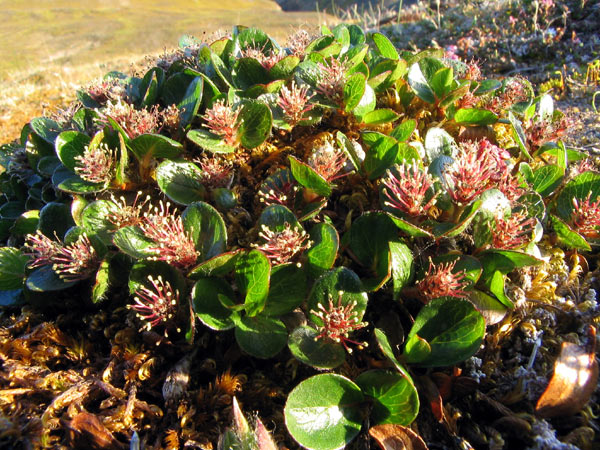
Samčí rostlina

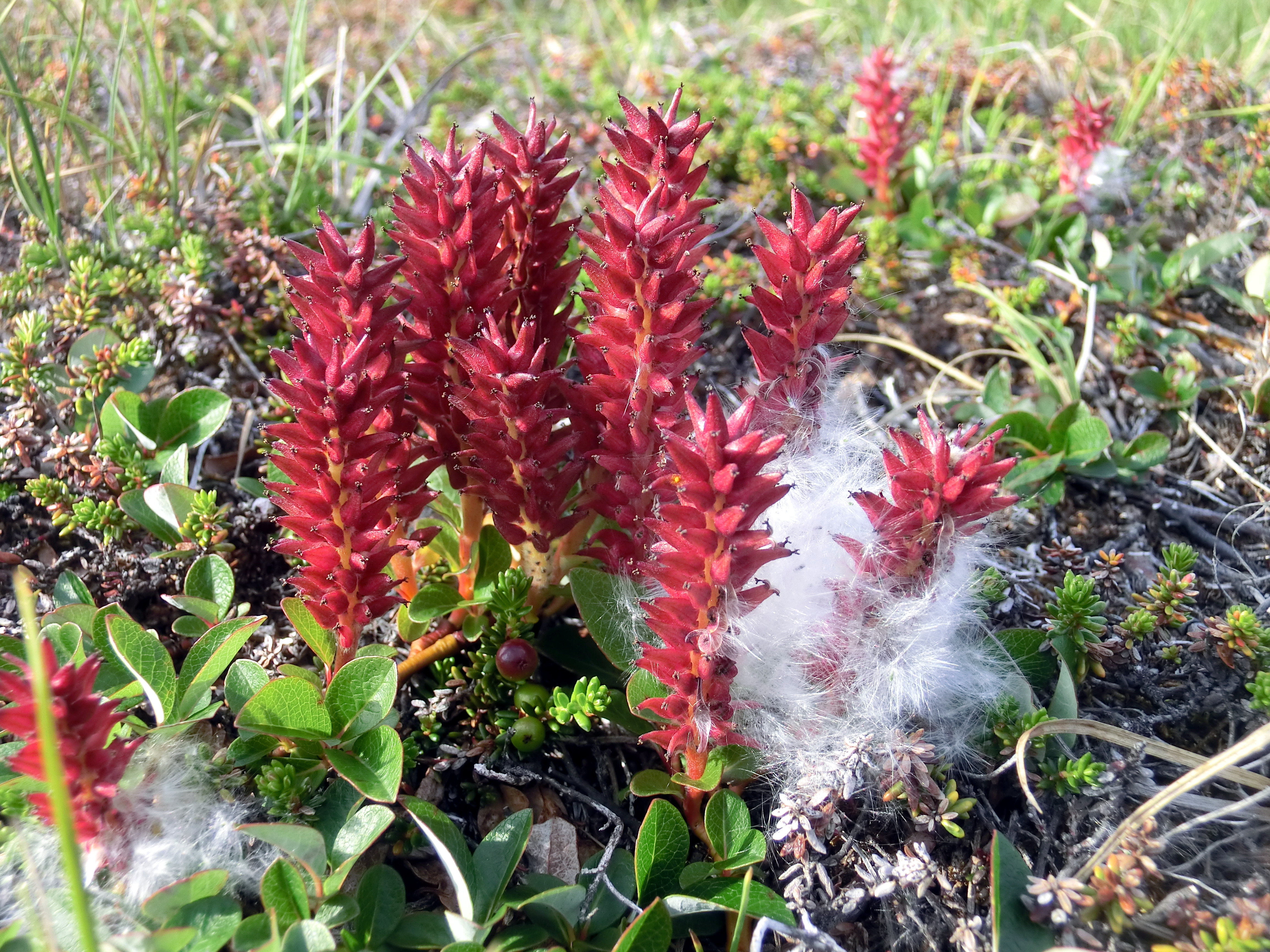
Samičí rostlina

Vrba polární (Salix polaris) je dvoudomá, nízká, keřovitá až plazivá, hustě větvená rostlina téměř bylinného vzhledu. Je vytrvalá, dlouhověká, opadavá, k zemi přitisklá a obvykle nejseverněji rostoucí dřevina, jenž bývá vysoká pouhých 3 až 5 cm.

## Rozšíření
Trpasličí dřevina vytvářející kobercovité porosty navzájem pospojované kořeny, která roste na severní polokouli ve velmi rozlehlé části Arktidy. Vyskytuje se v Severní Americe od Aljašky přes celou Kanadu, nikoliv však v Grónsku. V Evropě je původní druh v severních oblastech Skandinávie i ruské Sibiře a v Asii průběžně pokračuje v arktických oblastech Ruska až po Dálný východ a Čukotku. Obvykle roste na místech již bez jiných dřevin, jako jedna z posledních rostlin před arktickou pustinou. Nejjižnější lokality naopak ostrůvkovitě sahají až k 60° severní zeměpisné šířky.

## Ekologie
Vrba polární vyrůstá na vřesovištích i kamenitých svazích, vyskytuje se na místech se smíšeným až jemně strukturovaným půdním substrátech s různou chemickou reakcí. Hojná bývá na stanovištích s pravidelně navátým sněhem chránícím ji před holomrazy v otevřeném terénu, na ostřicových loukách, pohyblivých blátivých půdách, vápnitých podkladech i na říčních či mořských písčitých naplaveninách. Vyskytuje se až do nadmořské výšky 1800 m n. m. Je tetraploidní nebo hexaploidní, má počet chromozomů 2n = 76 nebo 2n = 114 a stupně ploidie x = 4 nebo x = 6. Její listy se na jaře objevují současně s květy a s nástupem zimy usychají poměrně pozdě, jsou většinou i pod sněhem dlouho zelené a poskytují zimní pastvu pro soby.
Na některých jižněji situovaných stanovištích roste vrba polární s příbuznou diploidní vrbou bylinnou (2n = 38, x = 2). Současně s nimi se vyskytují i jejich tetraploidní hybridy (2n = 76, x = 6), jež jsou plodní a dále se semeny množí nezávisle na svých rodičích; někdy se pro ně používá jméno Salix nothula. Tito kříženci mohou mít samčí a samičí květy na různých větvích téže rostliny, ve stejném květenství nebo dokonce někdy mají i květy oboupohlavné.

## Popis
Vrba polární je keřík k zemi přitisklý, hustě větvený, obvykle do 5, nejvýše 9 cm vysoký s hladkými, pružnými, červenavě hnědými, kořenujícími větvemi. Větévky jsou krátké, vystoupavé, lysé, purpurové nebo nahnědlé a střídavě porostlé listy s rudimentálními palisty. Keřík s rozvětvenými podzemními stonky může tvořit porosty o velikosti 1 m² nebo i větší. Jsou 0,5 cm silné a různě zbarvené, starší části jsou tmavě našedlé nebo červenohnědé a tenčí mladší bývají světle hnědé. Z jejich spících pupenů vyrůstají nad úroveň půdy vystoupavé listnaté výhonky, ne delší než 1 až 3 cm.
Listy rostoucí ve spirále jsou úzce eliptické až vejčité či okrouhlé, dospělé bývají dlouhé 5 až 20 mm a široké 10 až 15 mm, jejich žlutavé nebo červenavé rýhované řapíky jsou kratší než čepele. Na bázi bývají nestejně klínovité nebo zaoblené, vrchol mají špičatý, tupý či oblý, po obvodě jsou celokrajné nebo u báze mívají jeden či dva zoubky, lícní i rubové plochy jsou lesklé, tmavě zelené a mají nenápadnou zpeřenou žilnatinu nesahající až k okrajům. Listy bývají z velké části lysé, ale někdy mají řídké bílé chlupy na řapících, na okrajích či na povrchu čepele.
Květy, rašící obvykle společně s listy, jsou jednopohlavné, nemají kalich ani korunu, pouze tmavé podpůrné listeny. Jsou sestavené do hustých květenství jehněd, které vyrůstají z koncových či postranních pupenů. Tato květenství bez stopek jsou drobná, hustě stlačená, obsahují obvykle šest až jedenáct stopkatých květů a objevují se současně s listy. Samčí květenství jsou jehnědy asi 10 mm dlouhé, jejich květy mají dvě 5 mm tyčinky a prašníky zprvu jasně červené a později žluté. Mezi středovou osou a tyčinkami je šupinovitá žláza s nektarem. Samičí jehnědy bývají 15 až 35 mm dlouhé, jejich květy vzniklé ze dvou plodolistů mají až 5 mm velký semeník, lesklý červený pestík, zelenavou či purpurovou čnělku rozvětvenou do čtyř tmavě červených blizen a žlázu s nektarem podobnou té v samčím květu. Květy jsou cizosprašné, opyluje je vítr nebo také hmyz.
Z opylených květů se poměrně rychle vyvíjejí plody, jednodílné tobolky dlouhé až 7 mm. Jsou krátce stopkaté, šedě pýřité a nahnědlé s červenavým odstínem, obsahují po dvanácti až sedmnácti semenech s dlouhými stříbřitými chlupy, které usnadňují šíření větrem.

## Rozmnožování
Vrba polární se na kratší vzdálenost rozšiřuje vegetativně, podzemními výhonky a vytváří tak klony i polykormony, kdy nelze stanovit hranici mezi jednotlivými rostlinami. Na delší vzdálenosti se pak šíří generativně, semeny dozrávajícími již koncem července nebo počátkem srpna. Jsou obvykle rozptylována větrem, někdy se přichycují i na srsti zvířat. Semena vykazují při teplotě 20 °C klíčivost až 80 %, při 10 °C asi jen 10 až 30 %. Dobrou klíčivost si podržují jen po velice krátkou dobu, která se měří spíše na dny než týdny, semena nesnášejí vyschnutí. Dřeviny ze severnějších území většinou plodí, díky déletrvajícímu chladnému počasí, semena s nedokonale vyzrálým embryem a proto klíčí jen velmi vzácně.